# Serhij Kulisch
Serhij Wolodymyrowytsch Kulisch (ukrainisch Сергій Володимирович Куліш, wiss. Transliteration Serhij Volodymyrovyč Kuliš; * 17. April 1993 in Tscherkassy) ist ein ukrainischer Sportschütze.
Kulisch gewann bei den Olympischen Jugend-Sommerspielen 2010 in Singapur eine Silbermedaille im Luftgewehrschießen auf 10 Meter Entfernung und war 2012 Teilnehmer der ukrainischen Olympiamannschaft bei den Olympischen Sommerspielen in London.
Am 8. August 2016 gewann Kulisch bei den Olympischen Sommerspielen 2016 in Rio de Janeiro im Luftgewehrschießen auf 10 Meter Entfernung die Silbermedaille. Bei seiner Teilnahme an den Olympischen Sommerspielen 2020 in Tokio schied er in der Disziplin 10 m Luftgewehr aus und beim  Kleinkalibergewehr Dreistellungskampf 50 Meter erreichte er den achten Rang. Bei den Olympischen Spielen 2024 in Paris gewann er im Dreistellungskampf hinter Liu Yukun die Silbermedaille.